# Ronda Alta
Ronda Alta är en kommun i Brasilien.   Den ligger i delstaten Rio Grande do Sul, i den södra delen av landet, 1 400 km söder om huvudstaden Brasília. Antalet invånare är 10 228.
Trakten runt Ronda Alta består till största delen av jordbruksmark. Runt Ronda Alta är det glesbefolkat, med 20 invånare per kvadratkilometer.